# Lionel Emmett
Lionel Charles Renwick Emmett (8 januari 1913 - Colchester, 9 augustus 1996) was een Indiaas hockeyer. 
Emmett won met de Indiase ploeg de olympische gouden medaille in 1936. Emmett kwam alleen in actie in de groepswedstrijd tegen de Verenigde Staten. Emmett was hospik gedurende de Tweede Wereldoorlog.

## Resultaten
- 1936  Olympische Zomerspelen in Berlijn